# 야이르 로드리게스
야이르 로드리게스(Yair Rodríguez, 1992년 10월 6일 ~ )는 멕시코 출신의 페더급 UFC 파이터로, 2014년 TUF Latin America 우승 후 2018년 UFC 파이터로 복귀했다. 'El Pantera'라는 별명처럼 빠르고 창의적인 타격과 서브미션 기술을 구사하며, UFC 페더급 인터림 타이틀을 획득한 전력이 있다.

## 선수 경력
로드리게스는 2011년 멕시코에서 프로 MMA를 시작했으며, 2014년 ‘The Ultimate Fighter: Latin America’ 페더급 토너먼트 우승자로 선발되어 2014년 UFC 데뷔 무대를 장식했다.
UFC에서는 초창기부터 눈에 띄는 전투력을 선보였으며, Jeremy Stephens 및 Max Holloway와의 명경기를 통해 'Fight of the Night' 보너스를 여러 차례 수상했다. 특히 Max Holloway와의 5라운드 혈전은 페더급 명경기로 꼽힌다.
2023년 2월 UFC 284에서 Josh Emmett을 상대로 서브미션 승리를 거둬 UFC 페더급 인터림 챔피언에 올랐다. 이후 2023년 7월 UFC 290에서 Alexander Volkanovski에게 직전 타이틀 통합전에서 패했으나, 2024년 UFC Fight Night에서 Brian Ortega에게 재도전에서 패하여 리빌딩 시기를 거쳤다.
2025년 4월 UFC 314에서 Patricio Pitbull(Freire)과의 대결에서 판정승을 거두며 연패를 끊고 다시 타이틀 도전권 경쟁에 진입했다. 이후 Diego Lopes 매치업보다 Volkanovski 재대결에 집중하겠다는 의사를 밝혔다.

## 종합격투기 전적
| 결과 | 전적   | 상대                  | 방식                          | 대회            | 날짜       | 장소                        |
| ---- | ------ | --------------------- | ----------------------------- | --------------- | ---------- | --------------------------- |
| 승   | 20–5–1 | Patricio Pitbull      | 판정 (전원일치)               | UFC 314         | 2025‑04‑12 | 마이애미, 미국              |
| 패   | 19–5–1 | Brian Ortega          | 서브미션 (Arm‑Triangle Choke) | UFC Fight Night | 2024‑02‑24 | 멕시코시티, 멕시코          |
| 패   | 19–4–1 | Alexander Volkanovski | TKO (펀치)                    | UFC 290         | 2023‑07‑08 | 라스베이거스, 미국          |
| 승   | 19–3–1 | Josh Emmett           | 서브미션 (Triangle Choke)     | UFC 284         | 2023‑02‑11 | 퍼스, 호주                  |
| 승   | 18–3–1 | Brian Ortega          | TKO (어깨 부상)               | UFC on ABC      | 2022‑07‑15 | 뉴욕, 미국                  |
| 패   | 17–3–1 | Max Holloway          | 판정 (전원일치)               | UFC Fight Night | 2021‑11‑13 | 네바다주 엔터프라이즈, 미국 |
| 승   | 17–2–1 | Jeremy Stephens       | 판정 (전원일치)               | UFC on ESPN     | 2019‑10‑18 | 보스턴, 미국                |

## 타이틀 및 수상
- UFC 인터림 페더급 챔피언 (2023년)
- Fight of the Night 2회 (vs Max Holloway, vs Jeremy Stephens)
- Performance of the Night 1회 (vs Josh Emmett)

## 관련 문서
- UFC
- 페더급 (MMA)
- 맥스 할로웨이
- 브라이언 오르테가
- 알렉산더 볼카노프스키